# Fustis sterlingi
Fustius sterlingi là một loài bướm đêm thuộc họ Erebidae. Loài này có ở Hồng Kông.
Sải cánh dài 7.5-9.5 mm. 